# Chenita
La chenita és un mineral de la classe dels sulfats, que pertany al grup de la linarita-chenita. Rep el seu nom del mineralogista canadenc Tzong T. Chen (1942-).

## Característiques
La chenita és un sulfat de fórmula química Pb₄Cu(SO₄)₂(OH)₆. Va ser aprovada com a espècie vàlida per l'Associació Mineralògica Internacional l'any 1983. Cristal·litza en el sistema triclínic. La seva duresa a l'escala de Mohs és 2,5.
Segons la classificació de Nickel-Strunz, la chenita pertany a «07.BC: sulfats (selenats, etc.), amb anions addicionals, sense H₂O, amb cations de mida mitjana i gran», juntament amb els minerals següents: d'ansita, alunita, amonioalunita, amoniojarosita, argentojarosita, beaverita-(Cu), dorallcharita, huangita, hidroniojarosita, jarosita, natroalunita-2c, natroalunita, natrojarosita, osarizawaïta, plumbojarosita, schlossmacherita, walthierita, beaverita-(Zn), ye'elimita, atlasovita, nabokoïta, clorotionita, euclorina, fedotovita, kamchatkita, piypita, klyuchevskita, alumoklyuchevskita, caledonita, wherryita, mammothita, linarita, schmiederita, munakataïta, krivovichevita i anhidrocaïnita.

## Formació i jaciments
Va ser descoberta a la mina Susanna, que es troba a la localitat de Leadhills, al consell unitari de South Lanarkshire, a Strathclyde, Escòcia. També ha estat trobat a altres localitats del Regne Unit, incloent més indrets d'Escòcia, Gal·les i Anglaterra, a Àustria, Itàlia, França, Bèlgica, Alemanya i Grècia. Als territoris de parla catalana ha estat descrita a la mina Alforja, situada a la localitat homònima del Baix Camp. No s'ha descrit a cap jaciment fora d'Europa.